# Chanuces
Chanuces ist eines von 13 Parroquias und zugleich dessen Hauptort in der Gemeinde Quirós in Asturien, Nordspanien.

## Dörfer und Weiler
- El Grandizu 1 Einwohner 2011
- La Cereizal 1 Einwohner 2011
- Chanuces 28 Einwohner 2011
- Murias 7 Einwohner 2011

## Sehenswürdigkeiten
- Pfarrkirche Santa María de Chanuces von 1549